# Rijksbeschermd gezicht Leiden
Gezicht Leiden is een van rijkswege beschermd stadsgezicht in Leiden in de Nederlandse provincie Zuid-Holland. De procedure voor aanwijzing werd gestart op 28 april 1977. Het gebied werd op 12 augustus 1981 definitief aangewezen. Het beschermd gezicht beslaat een oppervlakte van 189,7 hectare.
Panden die binnen een beschermd gezicht vallen krijgen niet automatisch de status van beschermd monument. Wel zal de gemeente het bestemmingsplan aanpassen om nieuwe ontwikkelingen in het gebied te reguleren. De gezichtsbescherming richt zich op de stedenbouwkundige en cultuurhistorische waardering van een gebied en wil het toekomstig functioneren daarvan veiligstellen.